# 汪家寨镇
汪家寨镇，是中华人民共和国贵州省六盤水市钟山区下辖的一个乡镇级行政单位。

## 行政区划
汪家寨镇下辖以下地区：
纳福社区、振兴社区、育新社区、艺奇社区村、吴家寨社区村、新华社区村、那罗社区村、沙坝场社区村、左家营社区村和新塘社区村。